# Le Lit de la Vierge
Pour plus de détails, voir Fiche technique et Distribution.
Le Lit de la Vierge est un film français réalisé par Philippe Garrel et sorti en 1970.

## Synopsis
Variations énigmatiques autour de la Vierge Marie, de Jésus-Christ et du Monde en devenir après les événements sociaux de 1968.

## Fiche technique
- Titre : Le Lit de la Vierge
- Titre original : Le Lit de la Vierge
- Réalisation : Philippe Garrel
- Scénario : Philippe Garrel
- Dialogues : Philippe Garrel
- Musique : Nico, Les Jeunes Rebelles (Frédéric Pardo & Didier Léon)
- Chanson : The Falconer, interprétée par Nico (paroles et musique de Nico et John Cale)
- Direction de la photographie : Michel Fournier
- Ingénieurs du son : Claude Jauvert, Jean-Pierre Ruh
- Montage : Caroline Camus, Françoise Colin
- Pays d'origine :  France
- Date de tournage : début février 1969
- Tournage extérieur :
  - Baie des Trépassés, Pointe de Lervily (Finistère) France
  - Marrakech Maroc
  - Grottaferrata Italie
- Langue de tournage : français
- Producteurs : Philippe Garrel, Sylvina Boissonnas
- Société de production : Zanzibar Films (France)
- Société de distribution : Capital Cinéma
- Format : noir et blanc — 2.35:1 Franscope — son monophonique — 35 mm
- Genre : drame allégorique, expérimental, underground
- Durée : 105 min
- Date de sortie : France 1970

## Distribution
- Zouzou : la Vierge / Marie-Madeleine 1
- Valérie Lagrange : la Vierge / Marie-Madeleine 2
- Pierre Clémenti : Jésus-Christ
- Tina Aumont : la prisonnière
- Jaime Semprun : le prisonnier
- Jean-Pierre Kalfon : l’homme à cheval
- Philippe Garrel : un apôtre
- Margareth Clémenti : la femme torturée
- Nicole Laguigné
- Babette Lamy
- Didier Léon
- Pierre-Richard Bré
- Anne Moriquand
- Frédéric Pardo

## Tournage
- Zouzou : « J’ai une chambre dans l’unique hôtel de la baie des Trépassés. Garrel ne trouve rien de mieux que de prendre la chambre au-dessus de la mienne et, toute la nuit, il tourne en rond au-dessus de ma tête en traînant ses bottes. L’enfer ! […] Mon partenaire est Pierre Clémenti. […] Comme le titre du film l’indique, je joue à nouveau le rôle de Marie[1], mais aussi celui de Marie-Madeleine ! Pierre joue le Christ. Le tournage commence plutôt bien dans ce sublime décor de la baie des Trépassés. […] Rentrés à Paris, nous visionnons une heure et demie de rushes. Sublime. D’une beauté ! Pour moi, le film est terminé. Pas pour Garrel. Philippe décide d’aller tourner d’autres images au Maroc. […] L’ambiance se gâte bientôt. La tension monte. […] Je déclare à Philippe : « Je rentre à Paris. […] Les images tournées en Bretagne suffisent à faire un film magnifique. Que fait-on là ? Je pars. » Il me répond : « Ce n’est pas très grave, Valérie Lagrange pourra faire aussi bien Marie que toi. » […] Ils partent tous pour Rome. »[2]
- Valérie Lagrange : « Nous sommes repartis pour l’Italie, à Grottaferrata, à côté de Rome. […] Garrel était en pleine « création », il était très bizarre et me faisait penser à Bonaparte : il marchait de long en large, le front baissé, en faisant claquer ses bottes. Il régnait dans cette demeure une ambiance plutôt lourde et tendue. […] Les comportements étranges des autres ne m’atteignaient pas, je planais au-dessus de toutes ces contingences, j’étais dans ma bulle. […] Je me rappelle d’une scène du Lit de la Vierge. C’était dans des souterrains, il y avait un long travelling, des hommes armés et des chiens policiers, j’étais habillée d’une robe de bure blanche, je crois, c’est tout ce dont je me souviens. »[3]

## Distinctions
Le film a été présenté à la Quinzaine des réalisateurs, en sélection parallèle du festival de Cannes 1969.